# NSU 8/15 HP
La 8/15 HP è un'autovettura di fascia medio-alta prodotta presentata alla fine del 1907, ma commercializzata a partire dalla primavera del 1908. La sua produzione si protrasse poi fino alla fine del 1909, anche se gli ultimi esemplari furono consegnati all'inizio del 1910. Per questo motivo, in alcune fonti si trovano citate solo le date di inizio commercializzazione (1908) e di fine produzione (1909), che stanno ad indicare la disponibilità agli acquirenti. La vettura fu prodotta dalla Neckarsulmer Fahrradwerke AG,  la Casa automobilistica tedesca che in seguito sarebbe divenuta nota come NSU. L'unità di misura anglosassone HP, utilizzata per questo e per gli altri modelli NSU prodotti prima dell'avvento della prima guerra mondiale, fu mutata in PS (Pferdestärken) dopo l'arrivo di tale evento per tagliare ogni legame con il Regno Unito, avversario dell'Impero Tedesco durante la guerra. Per questo, tale modello può trovarsi indicato indifferentemente in entrambi i modi.

## Storia e profilo
La 8/15 HP segnò il debutto della Casa di Neckarsulm nel segmento delle vetture di fascia medio-alta (classificazione da intendersi sempre secondo gli standard dell'epoca, quando anche una vettura di fascia bassa arrivava a costare cifre ben più alte rispetto ad un'odierna utilitaria). La 8/15 HP in pratica altro non fu se non un ibrido fra la più piccola 6/12 HP e la più grande 10/20 HP. Dalla prima venne preso il motore, che venne rialesato: il diametro dei quattro cilindri in linea venne infatti portato da 70 a 76 mm, ottenendo così una cilindrata di 1.814,6 cm³. Rimase immutato il resto del gruppo motopropulsore, a partire dall'architettura del propulsore stesso, sempre di tipo biblocco, e dalla misura della corsa, sempre pari a 100 mm. La potenza massima aumentò fino a 16 CV a 1400 giri/min. Dalla 10/20 HP, invece, venne ripreso il telaio da 3,02 metri di passo, ma anche il resto della meccanica telaistica, come le sospensioni a balestre longitudinali semiellittiche, il freno agente sull'albero di trasmissione ed il cambio manuale a 3 marce.
La 8/15 HP venne proposta nelle varianti di carrozzeria più in voga in quel periodo, e cioè: single-phaeton, double-phaeton, limousine e landaulet. Le prestazioni variavano a seconda della carrozzeria, e quindi della massa che il motore era chiamato a spingere, in ogni caso si potevano raggiungere fino a 65 km/h di velocità massima. Gli allestimenti erano ampiamente personalizzabili con eleganti rivestimenti per i sedili e tappeti di velluto per il pavimento. Alcuni esemplari furono persino arricchiti con alcune "chicche", come ad esempio un tubo di comunicazione mediante il quale il passeggero poteva comunicare con l'autista, nel caso in cui la configurazione della carrozzeria prevedesse un divisorio fra comparto anteriore e posteriore, una sorta di primordiale interfono. I prezzi stavano all'incirca a 700 marchi in più rispetto alle corrispondenti versioni della 6/12 HP, partendo quindi da 7.550 marchi per una phaeton a due posti fino ad arrivare ai 9.850 marchi richiesti invece per una ben più ricca landaulet.
La 8/15 HP fu apprezzata per la sua capacità di affrontare efficacemente le salite: già nell'autunno del 1908, comunque, arrivarono degli aggiornamenti al telaio, aggiornamenti piuttosto consistenti se si considera che la 8/15 HP arrivò a rinunciare al telaio della 10/20 HP per utilizzare invece quello della 6/12 HP con passo ridotto a 2,635 metri. La produzione della 8/15 HP cessò alla fine del 1909, gli ultimi esemplari furono smaltiti all'inizio dell'anno seguente, ma in ogni caso venne già lanciata la sua erede, ossia la NSU 9/18 HP, destinata a prenderne il posto.